# Жак Шарл Франсоа Штурм
Жак Шарл Франсоа Штурм (фр. Jacques Charles François Sturm; Женева, 29. септембар 1803 — Париз, 18. децембар 1855) је био француски математичар немачког порекла.

## Биографија
Штурмова породица је била пореклом из Стразбура и емигрирала је око 1760. године. 1818. године, Штурм је почео да прати предавања на академији Женеве. 1819. године, смрт његовог оца натерала га је да предаје деци имућних породица како би могао да издржава своју породицу. 1823. године, постао је тутор сина Мадам де Стал. Крајем 1823. године, на кратко је остао у Паризу пратећи породицу свог ученика. Одлучио је да, са својим школским пријатељем Коладоном, окуша срећу у Паризу, па се запослио у Bulletin universel. Године 1829, открио је теорему која се тиче одређивања броја реалних корена нумеричке једначине између задатих граница и та теорема носи његово име.
Имао је користи од револуције из 1830. године, јер је његова протестантска вероисповест престала да буде препрека у проналажењу посла у јавним школама. Крајем те године, постављен је за професора предмета "Mathématiques Spéciales" на Ролен колеџу. Изабран је за члана Француске академије наука 1836. године, заузевши место Андре Мари Ампера. Постао је répétiteur 1838, а професор у Политехничкој школи 1840. године. Исте године, након Поасонове смрти, постављен је за професора механике на париском Факултету наука. Његова дела, Cours d'analyse de l'école polytechnique (1857. – 1863) и Cours de mécanique de l'école polytechnique (1861), објављена су у Паризу након његове смрти.
Заједно са Жозефом Лијувилом формулисао је Штурм-Лијувилову теорему. Штурмова теорема је основни резултат за доказивање постојања реалних нула функције.
Године 1826, заједно са својим колегом Жан Данијелом Коладоном, помогао је у првом експерименталном одређивању брзина звука у води. Архивирано на веб-сајту  (8. новембар 2019)
Његово име је део списка 72 имена угравираних у Ајфелову кулу.

## Признања
- (4. децембар 1834)
- Коплијева медаља Краљевског друштва Лондона
- (1837)
- члан академија Берлина (1835)
- члан академија Санкт Петербурга (1836)
- члан Краљевског друштва Лондона (1840)

## Штурмове књиге
- (1877)
- (1877)
- (Gauthier-Villars, 1883)